# Gaepo-dong (métro de Séoul)
Gaepo-dong (hangeul : 개포동 ; hanja : 開浦洞) est une station de passage de la ligne Suin–Bundang du métro de Séoul. Elle est située au 420 Gaepo-ro, quartier Gaepo-dong, dans l'arrondissement de Gangnam-gu, à Séoul en Corée du Sud.
Ouverte en 2003, la station est desservie par les rames omnibus qui circulent sur la ligne Suin–Bundang.

## Situation sur le réseau

Plan du réseau (2023)

Établie en souterrain, la station Gaepo-dong est une station de passage de la ligne Suin–Bundang du métro de Séoul. : elle est située entre la station Guryong, en direction du terminus nord Cheongnyangni, et la station Daemosan en direction du terminus ouest Incheon.

## Histoire
La station Gaepo-dong est mise en service le 3 septembre 2003, lors de l'ouverture à l'exploitation de la section de 6,6 km entre Suseo et Seolleung, sur la Ligne Bundang,.
Puis c'est une station de passage et de correspondance de la ligne Suin–Bundang, lors de la création de celle-ci, le 12 septembre 2020, par la fusion de la ligne Bundang et de la ligne Suin, reliées par un nouveau tronçon complété par l'utilisation en commun d'un tronçon de la ligne 4 du métro de Séoul.

## Services aux voyageurs

### Accès et accueil
La station souterraine est située au 420 Gaepo-ro, quartier Gaepo-dong. Elle dispose de huit bouches, numérotées de 1 à 8, situées de part et d'autre du carrefour entre la Gaepo-ro et la Samseong-ro. En sous-sol, comme toutes les stations de la ligne, elle dispose d'une billetterie équipée d'automates pour l'achat de titres de transport valables sur l'ensemble du réseau du métro de Séoul. Les quais sont au sous-sol le plus profond, des escaliers et escaliers mécaniques permettent les relations avec les autres niveaux et la surface.

### Desserte
Gaepo-dong  est desservie par les rames omnibus qui circulent sur la ligne Suin-Bundang. Elle dispose de deux voies desservant deux quais équipés de portes palières.

Installations
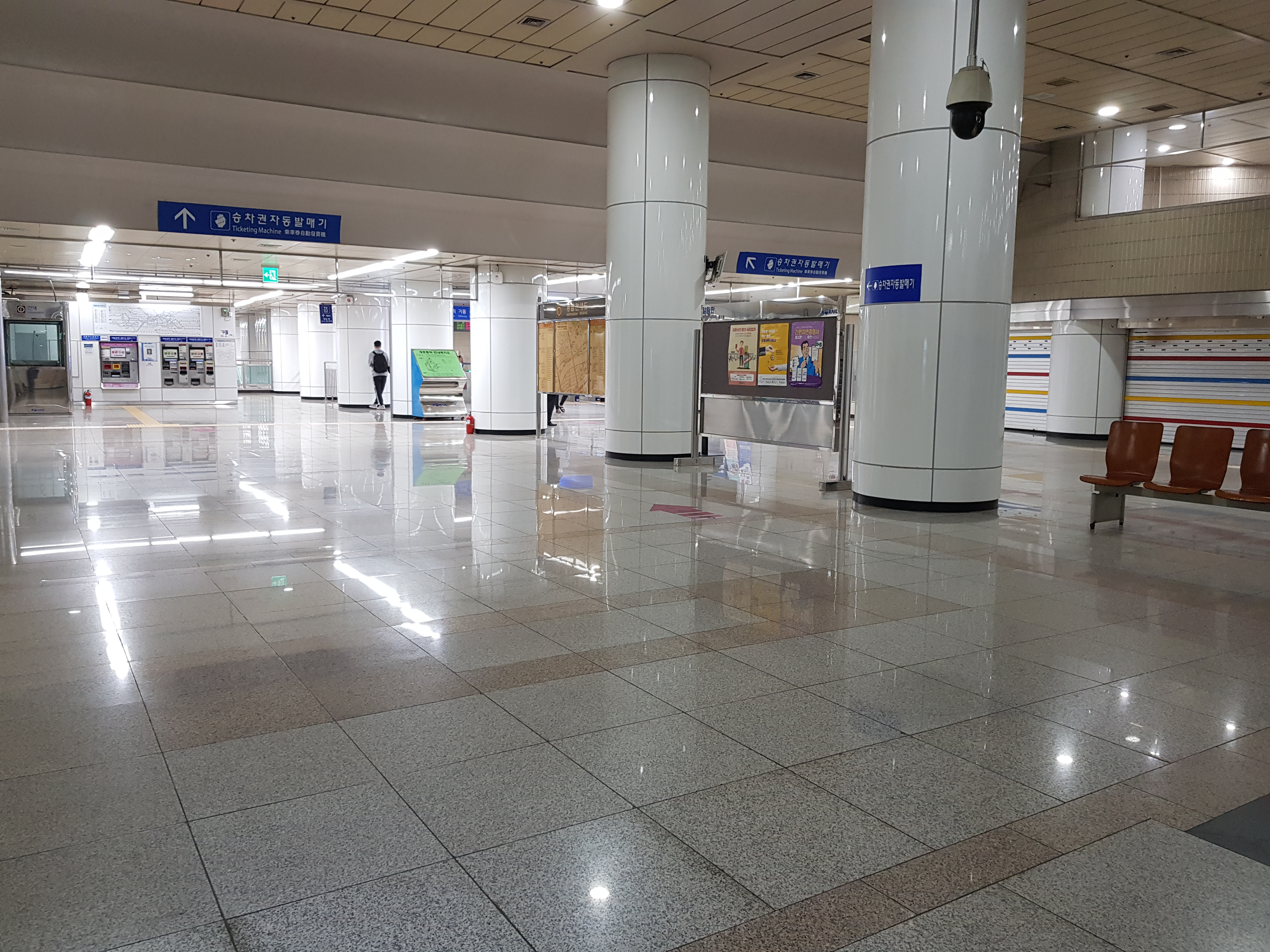
En 2020.
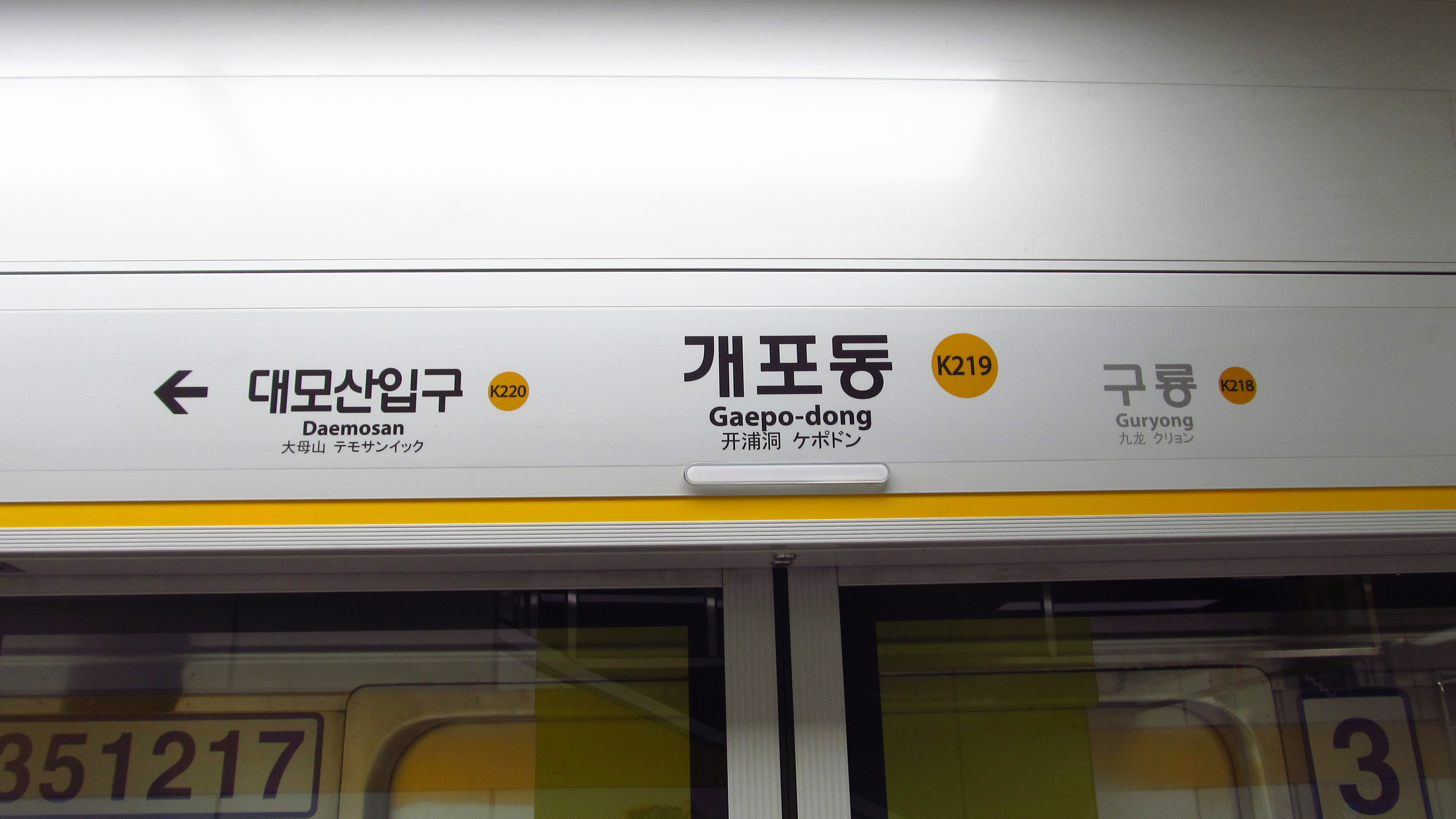
En 2018.
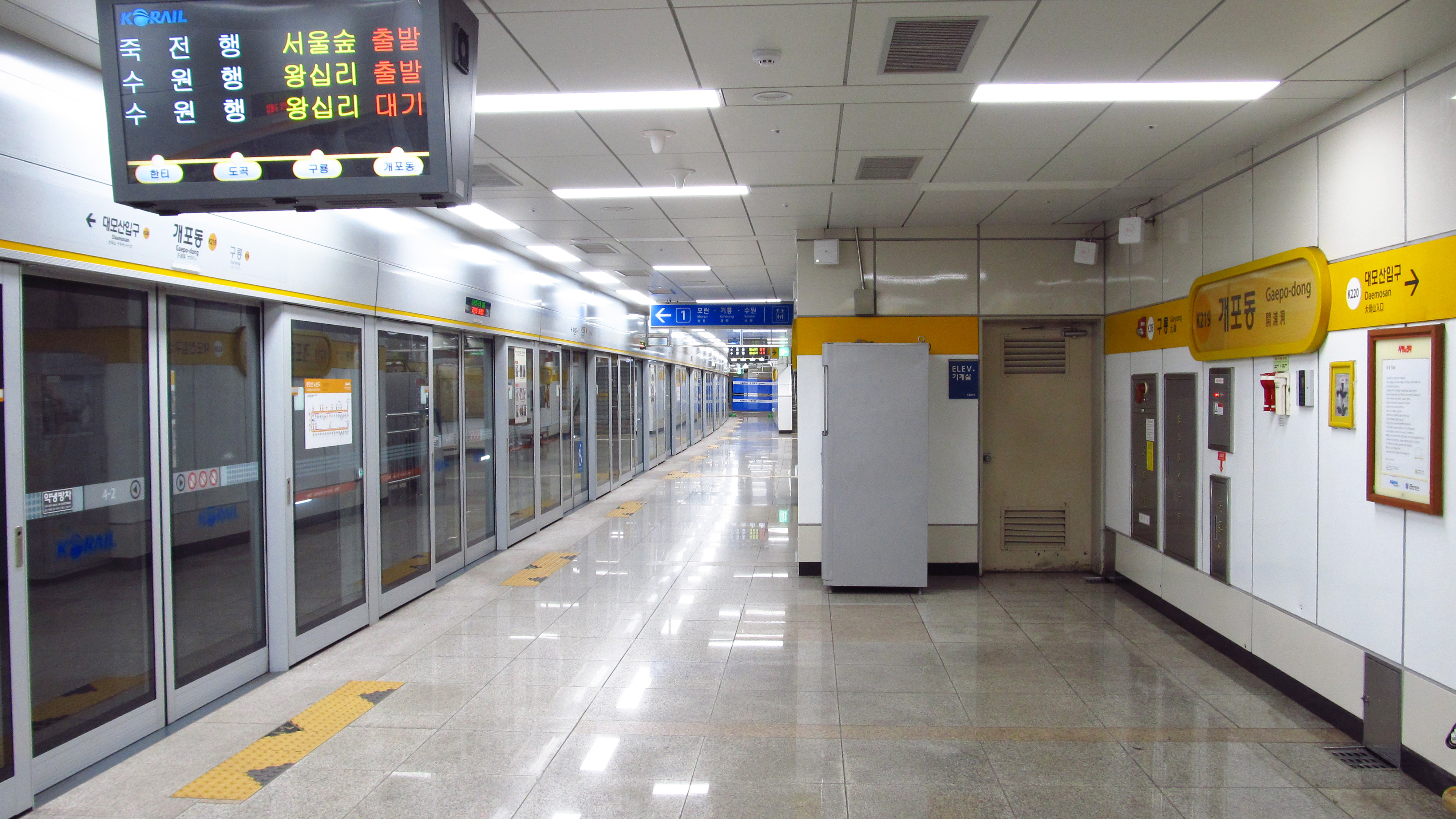
En 2018.

### Intermodalité
Des arrêts de bus sont établis à proximité des bouches de la station.